# William Arthur Lewis
William Arthur Lewis, Kt. (Castries, 23 de janeiro de 1915 — Bridgetown, 15 de junho de 1991) foi um economista santa-luciense, o primeiro negro a ganhar um Prêmio Nobel em uma categoria diferente da paz.

## Vida e obra
Arthur Lewis nasceu em Castries, Santa Lúcia, então ainda um território britânico no Caribe, como o quarto dos cinco filhos de George e Lewis Ida, que havia migrado de Antigua logo após a virada do século. George Lewis morreu quando Arthur tinha sete anos e, consequentemente, todos os cinco filhos de Lewis foram criados por sua mãe. Arthur era um estudante talentoso e foi promovido duas classes à frente de sua idade. Depois de terminar a escola na idade de 14, Lewis trabalhou como balconista, enquanto esperava para tomar o seu vestibular. Durante este tempo ele conheceu Eric Williams, o futuro primeiro-ministro de Trinidad e Tobago, e os dois foram amigos de permanência ao longo da vida.
Recebeu o Prêmio Nobel de Economia em 1979.
Morreu em 15 de junho de 1991, em Bridgetown, Barbados e foi enterrado no terreno da comunidade universitária de St Lucian.